# Санкт-Петербург у мистецтві

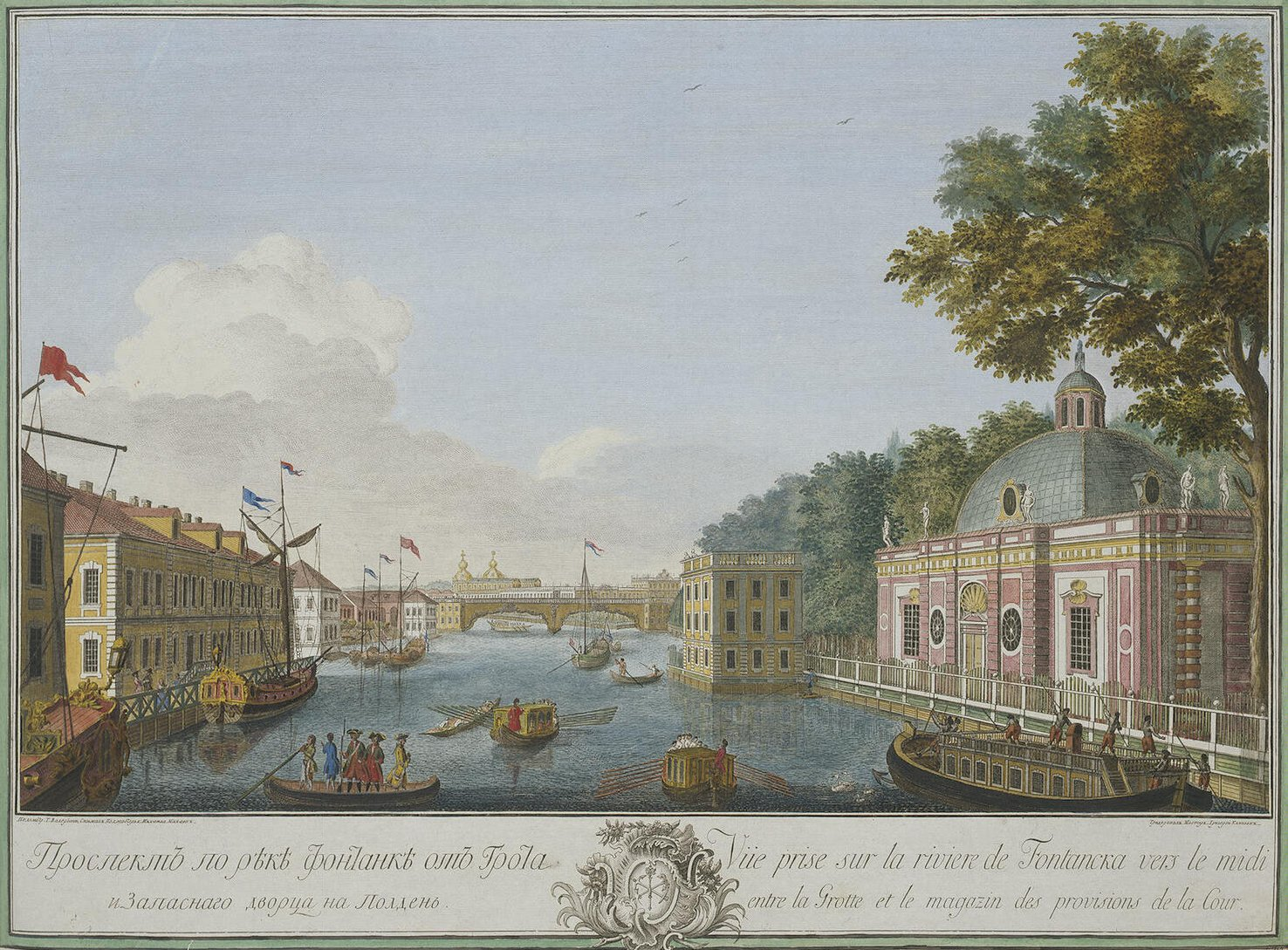
Гравюра за малюнком М. Махаєва. «Річка фонтанка від Грота та Запасного палацу на південь», 1753 р.

Санкт-Петербург у мистецтві — значний розділ образотворчого мистецтва Росії впродовж декількох століть. 

## Графіка і Санкт-Петербург

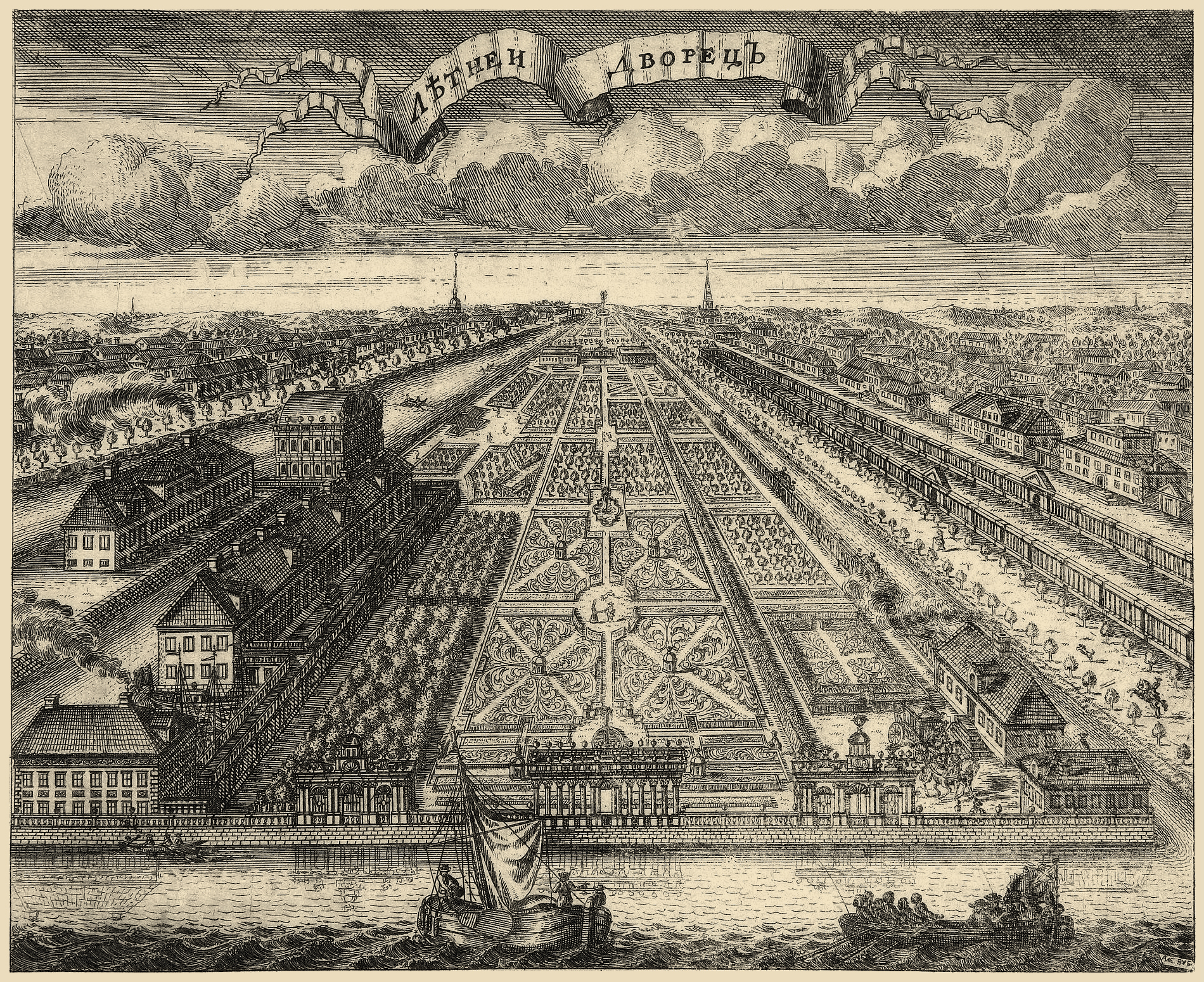
Гравер Олексій Зубов. «Літний палац Петра I та Літний сад», 1716 р.

Гравюра за малюнком Х. Марцеліуса. Церква Ісаакія Далматського, Санкт-Петербург. 1730-і рр.

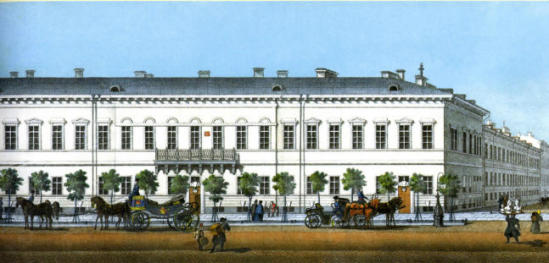
Садовников Василь Семенович. Панорама Невського проспекту. Готель Демідова. 1835 р.

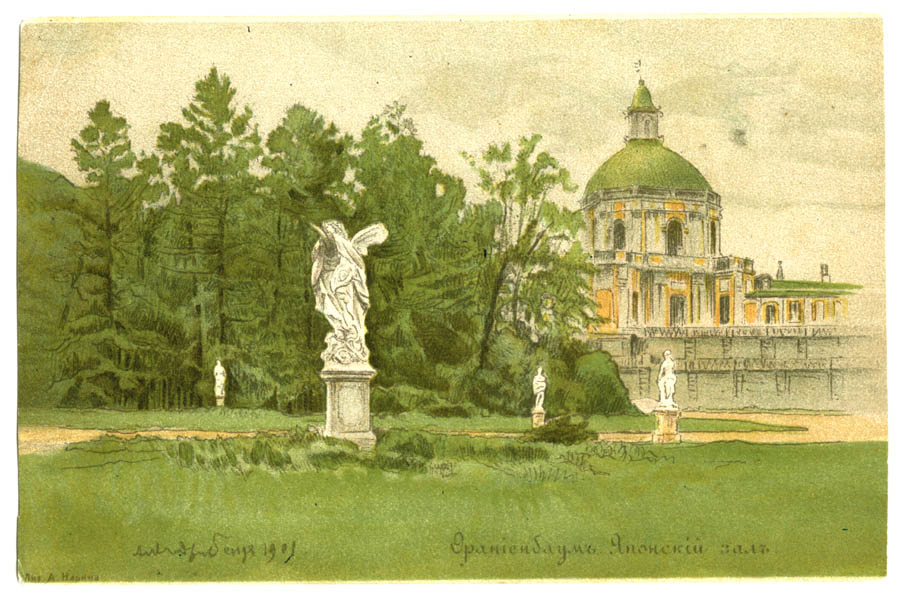
Бенуа Олександр Миколайович «Японський павільйон та скульптура «Зефір», 1901 р., Оранієнбаум.

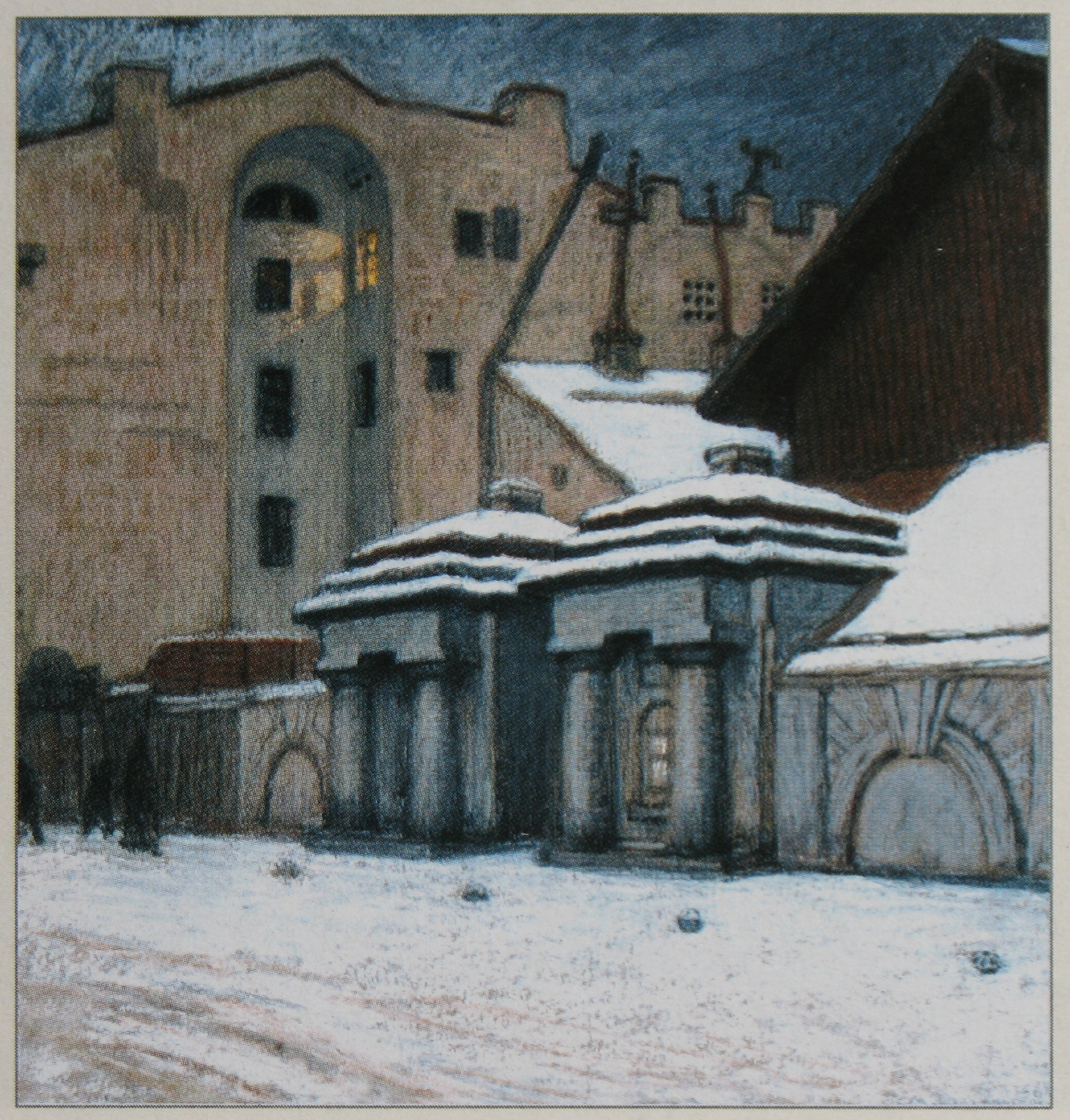
Добужинський Мстислав Валеріанович. «Куточок Петербургу. Дворик» 1904 р.

Гравер Олексій Ростовцев. «Первісний палац в Петергофі», 1716 р.
Гравер Олексій Ростовцев. «Колишня Троїцька площа. Гостинний двір», 1716 р.
Гравер Олексій Ростовцев. «Меншиковський палац» в Петербурзі, 1716 р.
Гравер Олексій Зубов. «Краєвид Санкт-Петербурга», фрагмент, 1727 р.

Історично склалось так, що первісний Петербург був зафіксований саме в гравюрі. Гравюра, як досить мобільний різновид мистецтва, могла швидко відгукнутись на важливі події і мати значний наклад на відміну від консервативного живопису, технологія якого потребувала декількох етапів створення і сушки фарб. Переваги графіки добре знав цар Петро І, знайомий ще з «фрязькими листами», як називали в Московії західноєвропейскі гравюри, низка яких була в Німецькій слободі і в помешканнях бояр.
По відвоюванню у шведів дельти річки Нева і заснуванню там нового міста, цар Петро І поставив на службу і графіку. Мобільна гравюра виконувала дипломатичні і політичні завдання вельможного замовника, сповіщала про перемоги в війні, демонструвала швидке виникнення нового російського порту на Балтиці, його пишну первісну забудову. Більше того, гравюра в Московії на зламі 17-18 ст. отримала самостійне мистецьке значення. Гравюрним центром спочатку була Збройова палата в Москві, а згодом — з 1711 року — Санкт-Петербурзька друкарня, котра окрім друкарні мала також гравюрний клас з учнями. Серед іноземців в початковий період працювали голландці-гравери Пітер Схенк, Адріан Шхонебек, Пітер Пікарт, Ян Блікланд. Офорт стає побутовим ремеслом в руках другорядних митців, гідних за невелику платню використовувати які завгодно стилістики (пізній маньєризм, реалізм, бароко), обслуговуючи чи то багатія бюргера на батьківщині, чи то тирана московитів — Петра І, в столиці якого працювала ціла низка офортистів-ремісників. Саме їх творам притаманні точність, утилітаризм, невибагливість. Більше художніх якостей при збереженні утилітарних ознак в  творах перших російських граверів Олексія та Івана Зубових, Олексія Ростовцева. Перша панорама Санкт-Петербурга по замові царя створена вже 1706 року. Хоча панораму реального міста лише почали формувати.
Портретна гравюра в стилі бароко на деякий час витіснила гравюри з краєвидами. Але урочистості з нагоди 50-річчя з року заснування Санкт-Петербурга навернули увагу царського двору до гравюр з краєвидами міста. Художнику М. Махаєву надано завдання створити малюнки з проспектами міста. За його малюнками працювали Г. Качалов, Є. Виноградов, Я. Васильєв, Є. Внуков, а їх гравюри увійшли у видання-альбом «План столичного міста Санкт-Петербурга з зображенням шляхетних його проспектів, надруковане зусиллями Імператорської Академії наук та мистецтв в СПб 1753 року». Граверна палата Академії наук від часів Петра І була художнім центром імперії до року заснування Петербурзької Академії мистецтв. 
Стилістика класицизму привабила нову імператрицю Катерину II і як нова мода, і як засіб фіксації перемог і переваг її царювання новомодною французькою стилістикою. Класична естетика, окрім давно вироблених канонів, привнесла зацікавлення в класичному пейзажі з біблійними чи міфологічними сценами. В столицю завозять низку картин та гравюр з зображеннями пейзажів західноєвропейських митців, які розглядають як взірці (Ніколя Пуссен, Клод Лоррен, Піранезі). В садибах і палацах вельмож створена низка стінописів з зображенням сільських чи вигаданих пейзажів. 
Процес завершився створенням 1799 року в Академії граверно-ландшафтного класу, котрий відіграв значну роль в затвердженні самостійності пейзажу як жанру. Серед випускників класу - С. Галактіонов, І. Телегін, брати Ческі, А. Ухтомський. Саме вони створять велику серію графічних краєвидів палацово-паркових ансамблів Петергофа, Гатчини, Павловська, Кам'яного острова, куди переходило життя імператорського двору в літню пору.
Згодом офорт і гравюра різцем поступаються новим, менш трудомістким  графічним технікам, серед них - літографія. Розвиток літографії до 1850-х рр. в імперії пов'язаний з діяльнстю Товариства заохочення (російських) художників. Саме Товариство заохочення сприяло появі літографій з краєвидами Петербургу, котрий пережив добу розквіту російського класицизму та ампіру і перепланування столиці, що надало місту слави і блиску, зробило його одним із європейських мистецьких центрів. Краєвиди А. Мартинова навіть оголосили «літографською поемою» на честь Петербурга. Монотонну забудову Невського проспекту доби пізнього класицизму зафіксував гравер і аквареліст Садовников Василь Семенович (1800—1879).
Новий розквіт російська гравюра пережила на початку 20 ст. завдяки діяльності товариства «Світ мистецтва». Перша генерація майстрів «Світ мистецтва» перевідкрила як для себе, так і для своїх прихильників красу парадних ансамблів столиці і її занедбаних куточків. Низку краєвидів Петербурга та його передмість створили Олександр Бенуа, Добужинський Мстислав Валеріанович, Лансере Євген Євгенович, Кустодієв Борис Михайлович. А їх замальовки (Бенуа, Добужинського) друкують як поштівки, котрі розходились десятками накладів.

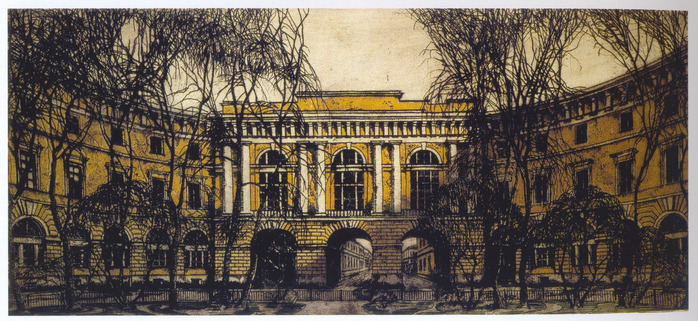
І. О. Фомін. «Петербург. Чернишова площа», кольоровий офорт, 1910 р.

Гравюра наприкінці 19 ст. розмежовується з новими друкарськими графічними засобами (цинкографія, фототипія, фотолітографія. Але графіку на нову висоту підняли Олександр Бенуа, Добужинський Мстислав Валеріанович, Анна Остроумова-Лебедєва, Фалілеєв Вадим Дмитрович, Фомін Іван Олександрович.
Мистецьким явищем в графічному мистецтві Росії стала серія чорно-білих гравюр з зображеннями Петербурга, котру створила Анна Остроумова-Лебедєва.
Графіка не зникла і в роки Німецько-радянської війни 1941–1945 рр. Навіть в блокаду місто було зафіксоване разом з фотографами та кінодокументалістами низкою художників-графіків (Шепилевський Модест Анатолійович, Никольський Олександр Сергійович).
У 20 столітті все розмаїття графічних технік було використане для фіксації краєвидів Петрограда-Ленінграда-Санкт-Петербурга — від класичного чи кольорового офорта (Гаврічков Олексій Олексійович, Чарнецька Милиця Сергіївна) та кольорової ліногравюри (Успенський Михайло Миколайович) до комп'ютерної графіки. 

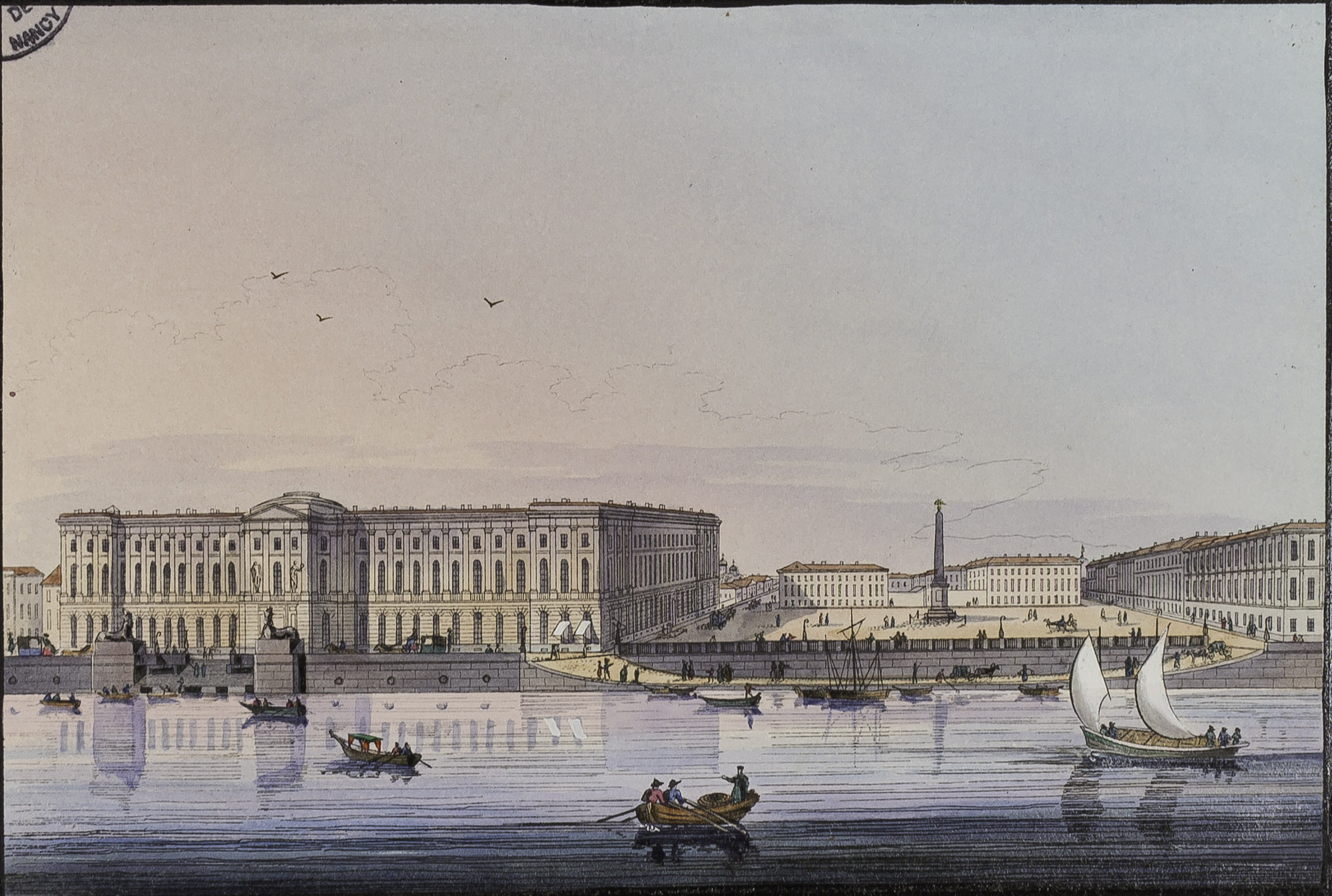
Карл Беггров. «Петербурзька академія мистецтв і Рум'янцевський обеліск (до створення сквера)», 19 ст
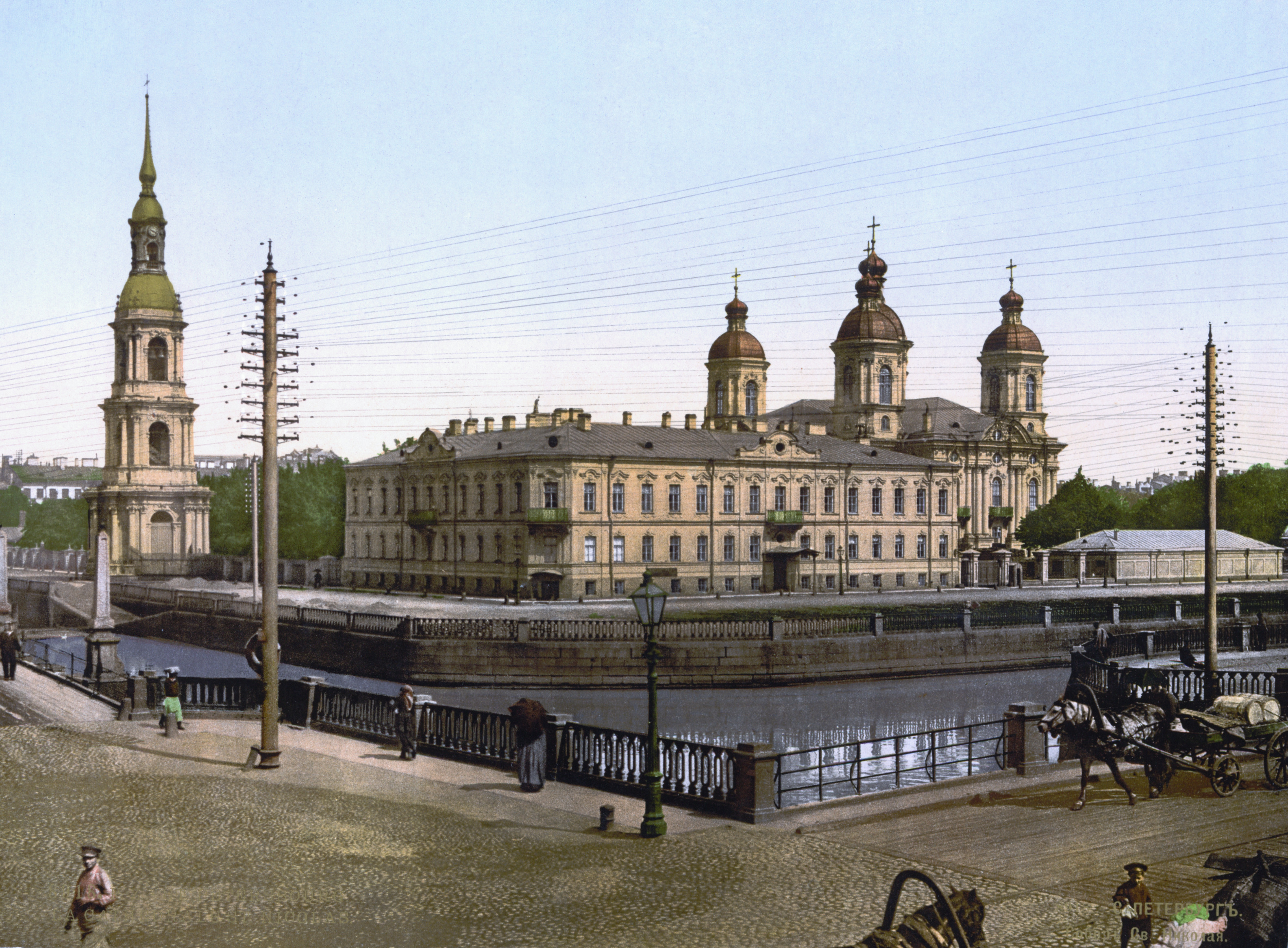
Санкт-Петербург. Нікольський морський собор, фотолітографія 1890-х років
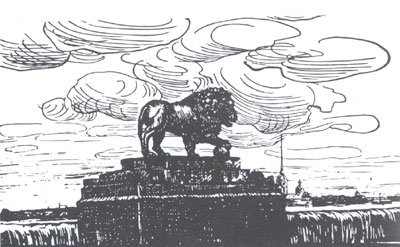
Анна Остроумова-Лебедєва. «Лев і Петропавлівська фортеця», 1901 р.

## Місто, відображене в екслібрисах

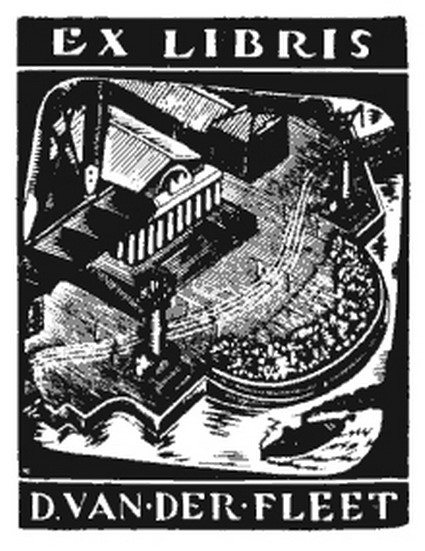
Бриммер Микола Леонідович (1898-1929). Екслібрис Н. ван дер Флит, 1925 р.
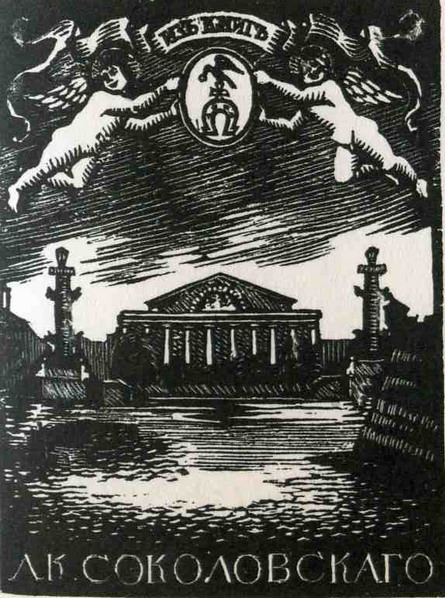
Бриммер Микола Леонідович (1898-1929). Екслібрис Л.К. Соколовського, 1925 (?) р.
Алексєєв Микола Васильович, (1894-1934). Екслібрис Е.Ф. Голлербаха, 1925 р.

## Санкт-Петербург в марках

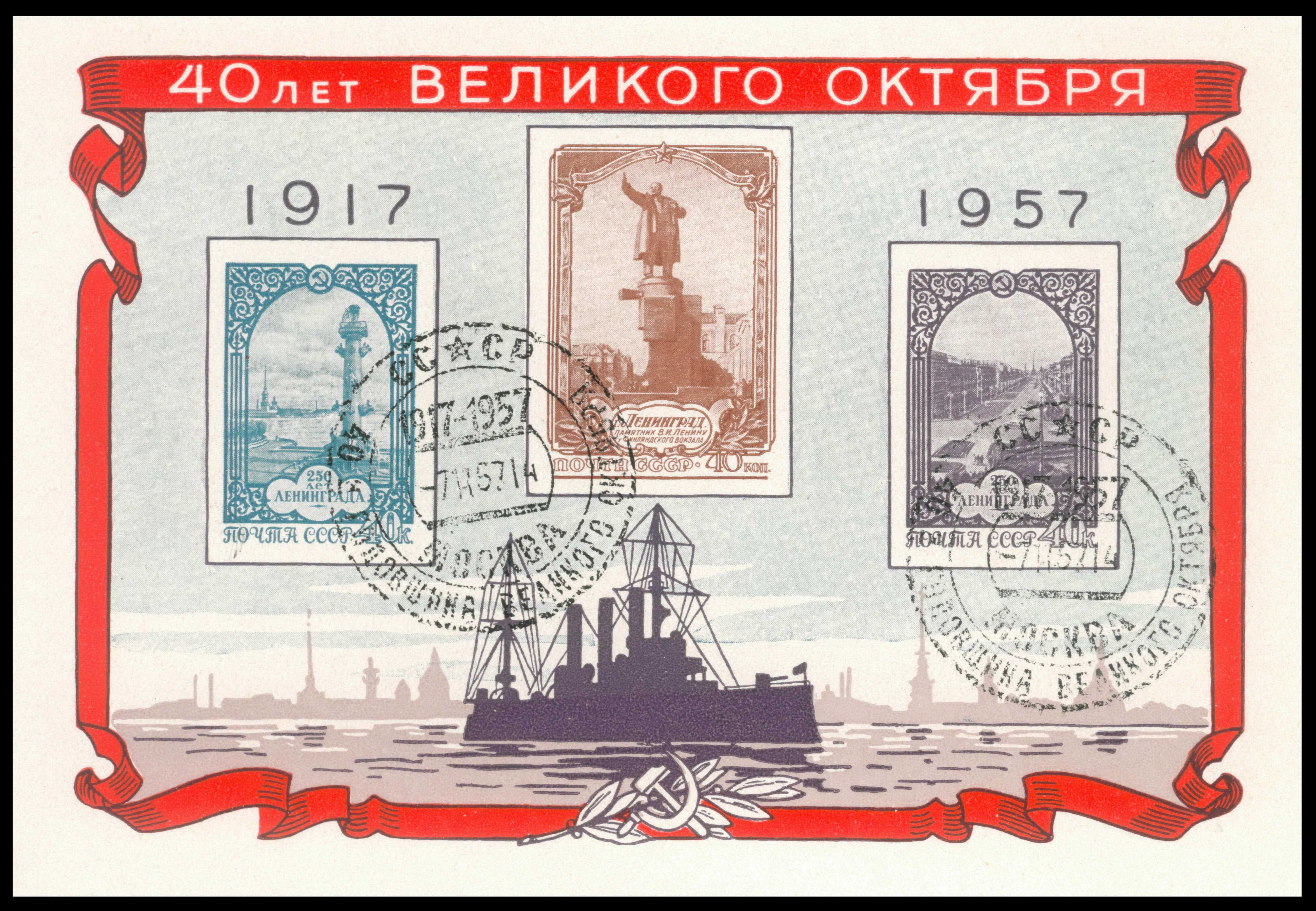
Блок «40 років  Жовтня» (1957 р.)
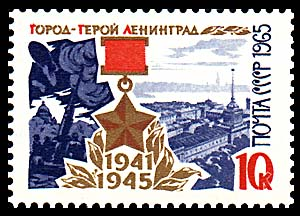
«Місто-герой Ленінград» (1965 р.)
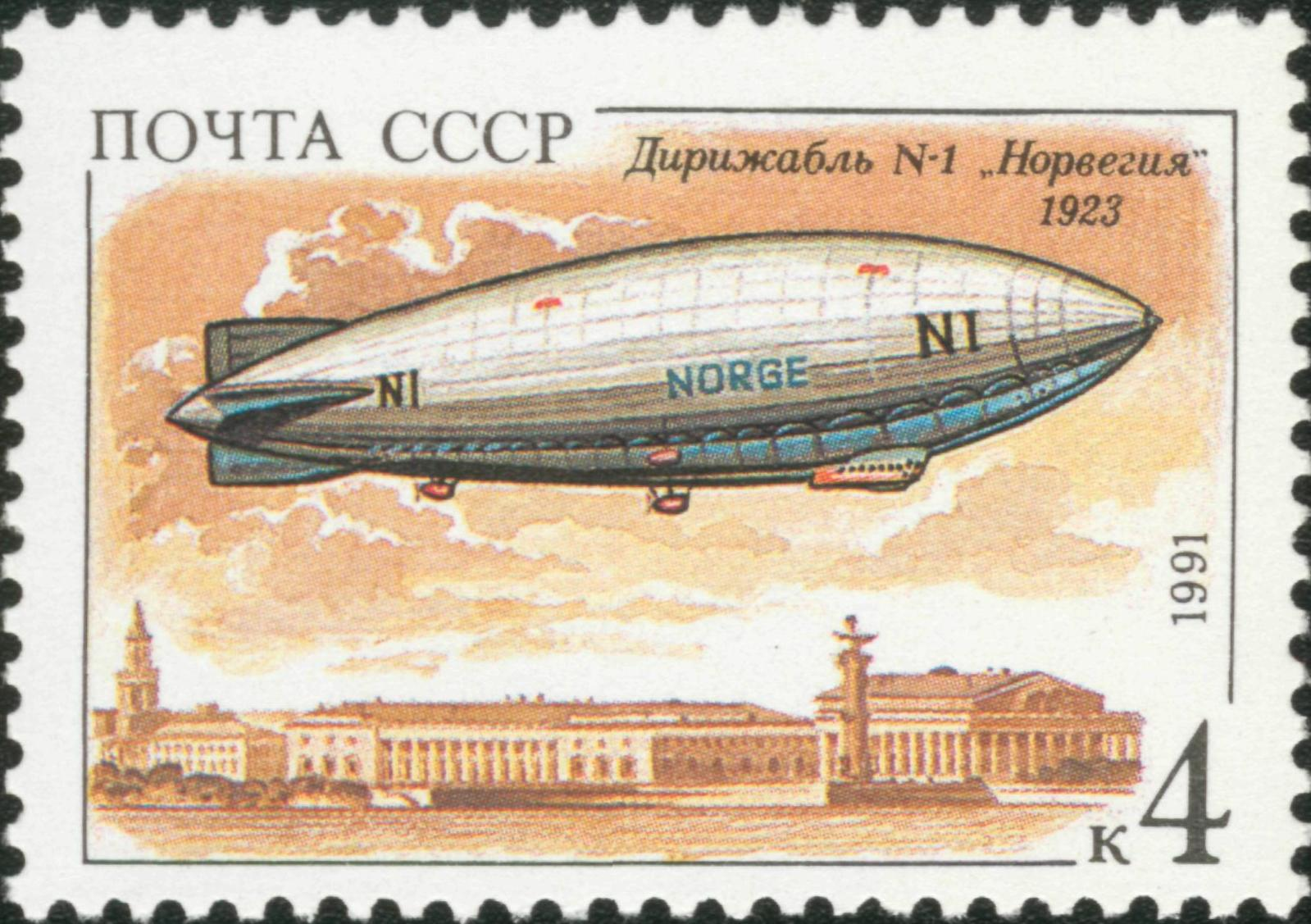
Дирижабль «Норвегія» над містом (1991 р.)
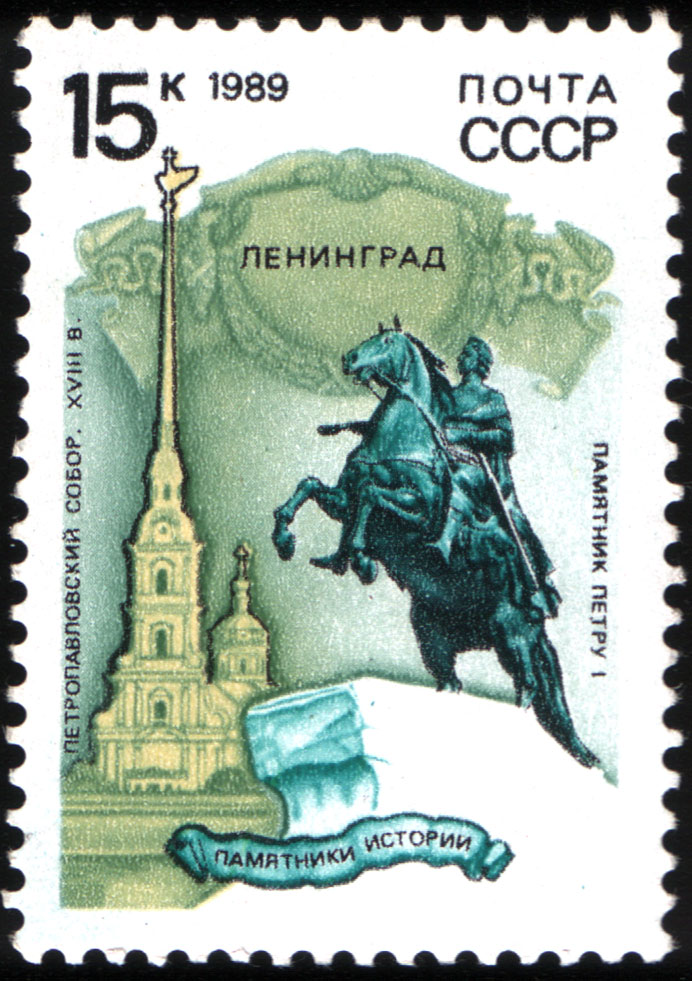
Марка «Ленінград» (1989)

## Санкт-Петербург і медальєрне мистецтво

Медальєр А. І. Губе. На відкриття Головної обсерваторії в Пулково, 1839 р.

Випередило  відображення Санкт-Петербурга в живопису — і медальєрне мистецтво. Цьому сприяли заснування в місті Монетного двору та запрошення на працю іноземців-медальєрів. 1724 року був заснований Санкт-Петербурзький монетний двір. Через політичну нестабільність і виїзд царського двору в Москву 1728 року монетний двір закривають, а обладнання та майстрів переводять в Москву. Столичний статус Санкт-Петербургу повернула імператриця Анна Іванівна і 1738 року знову запрацював Санкт-Петербурзький монетний двір. Відтоді Петербург став відомим центром медальєрного мистецтва в Росії. 
Прагнення швидко зафіксувати успіхи і перемоги в Великій Північній війні спонукали царя Петра І звертатися до медальєрів з Європи, частіше з  Німеччини. За  замовами царя працювали Христіан Вермут  ,  француз С. Гуен, німці Г. Гаупт та Ф. Мюллер.  Німецький медальєр Філіп Генріх Мюллер з міста Нюрнберг, не виїжджаючи в Росію, виконав по замові царя двадцять вісім (28) медалей на згадку про важливі події періоду 1703–1714 рр. В медалі на честь заснування Санкт-Петербурга Ф. Мюллер подав портрет царя, а на звороті краєвид Петербурга та Петропавлівської фортеці просто неба. Це стане типовим рішенням надалі і в пам'ятних медалях на звороті подавали якусь петербурзьку споруду (Академію мистецтв, Головну обсерваторію в Пулково, Петропавлівське училище та ін.).
Медальєрному мистецтву приділяв увагу на новому етапі Ломоносов Михайло Васильович. Він намагався систематизувати і зберігати вже створені медалі, котрі вважав важивими історичними свідоцтвами, якими нехтували, як і документами, що перебували в хаотичному, занедбаному  стані.  Порівняння збережених свідоцтв з медалями срияло їх датуванню, атрибуціям та введенню в історичну науку. Ломоносов сам брав участь в створенні теоретичних програм для медалей. Пізніше, з 1772 р.,  для розробки проектів нових медалей були створені «Медальєрні комітети», корі проіснували до 1792 року. В роботі «Медальєрних комітетів» брали участь інженер і механік Нартов А. А.,  поет Херасков  М., історик Щербаков М. М., Якоб Штелін, художник Козлов Г. та ін. Нове царювання позначилось також створенням від  1764 року за наказом імператриці Катерини II  медальєрного класу в Петербурзькій Академії мистецтв. Класом керував француз П'єр Луї Верньє. 1769  року в Петербург прибув К. А. Леберехт, котрого влаштували на працю в Петербурзький монетний двір.  1800 року він отримав посаду голови медальєрного класу  Академії мистецтв. В медальєрне мистецтво привнесли стилістику класицизму з малозрозумілими алегоріями навіть для знавців античного мистецтва. В 19 ст. на медальєрне мистецтво вливали реалістичні тенденції, а саме мистецтво переживало період занепаду.

## Санкт-Петербург в живопису

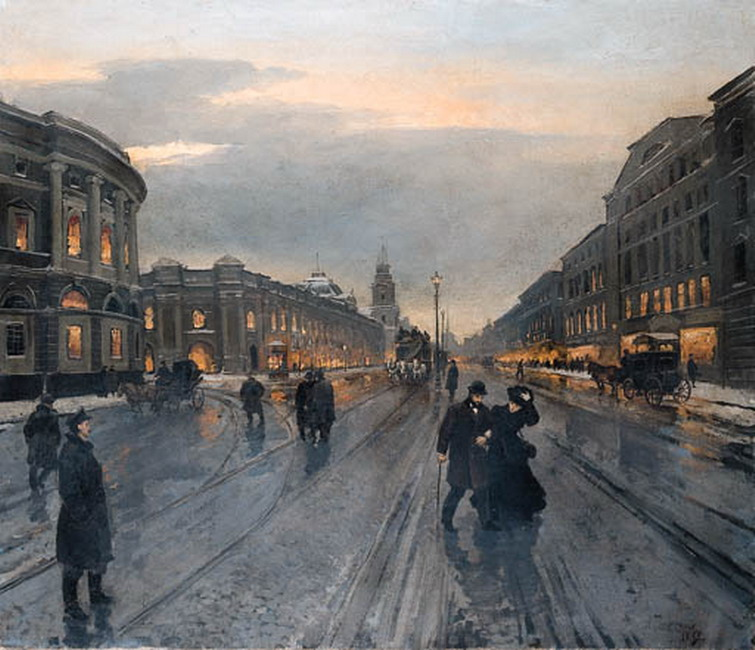
Беггров Олександр Карлович (1841-1914), «Невський проспект ввечері», Санкт-Петербург, 1882 р.

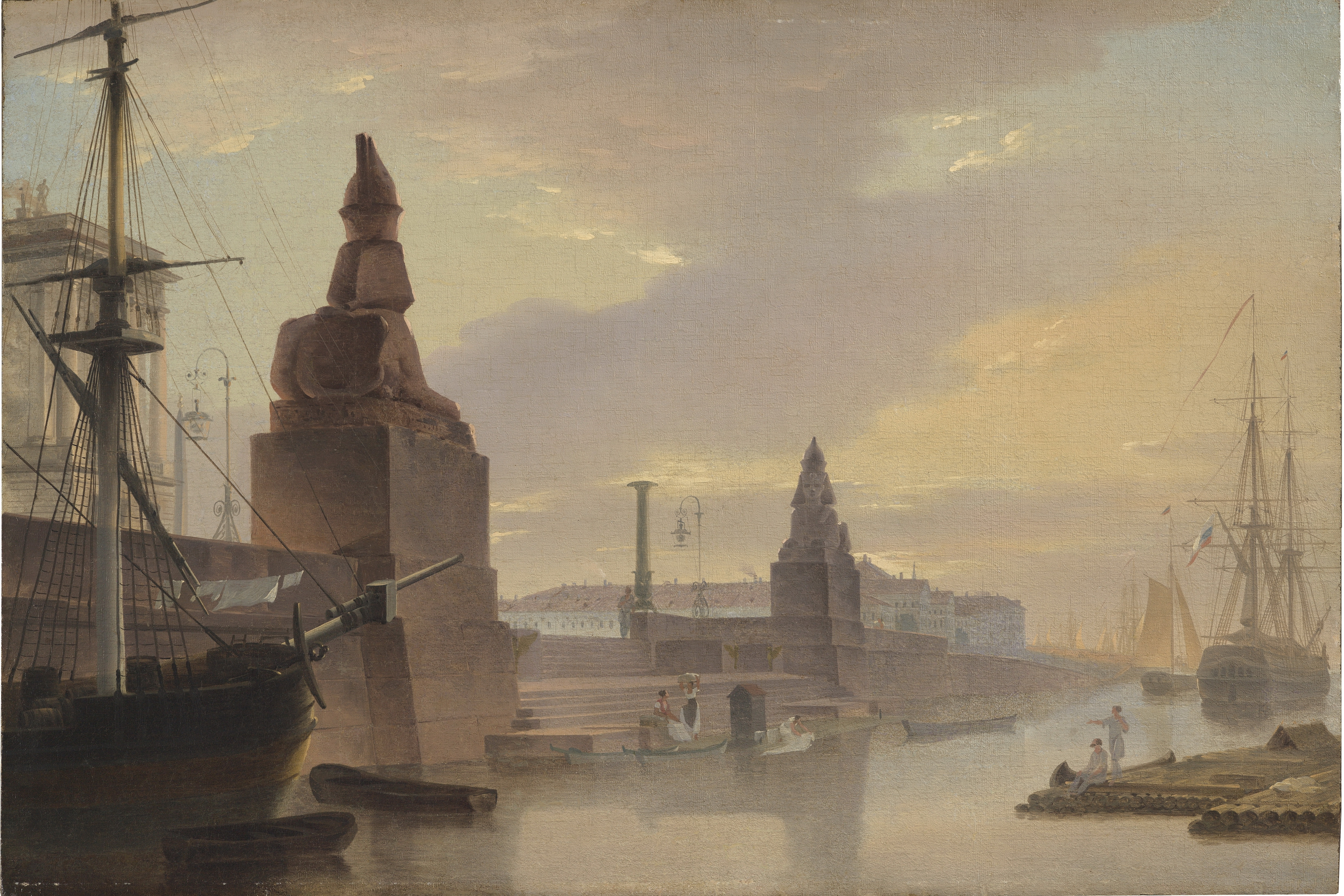
Воробйов Максим Никифорович. «Єгипетські сфінкси біля Петербурзької Академії мистецтв», 1835 р.
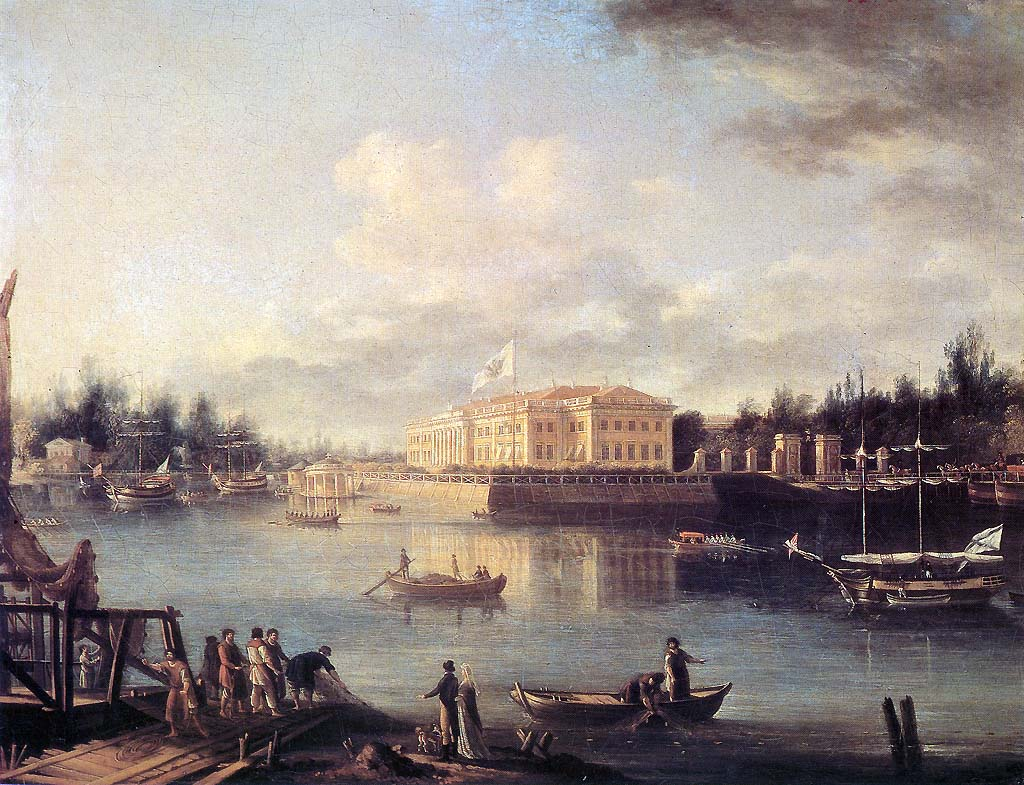
Семен Щедрін. «Палац на Кам'яному острові», 1803 р.
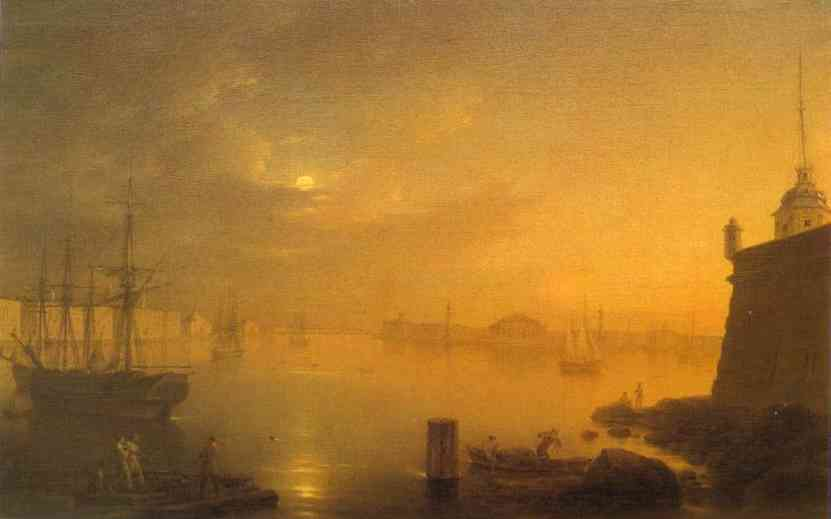
Воробйов Максим Никифорович. «Біла ніч», 1839 р.
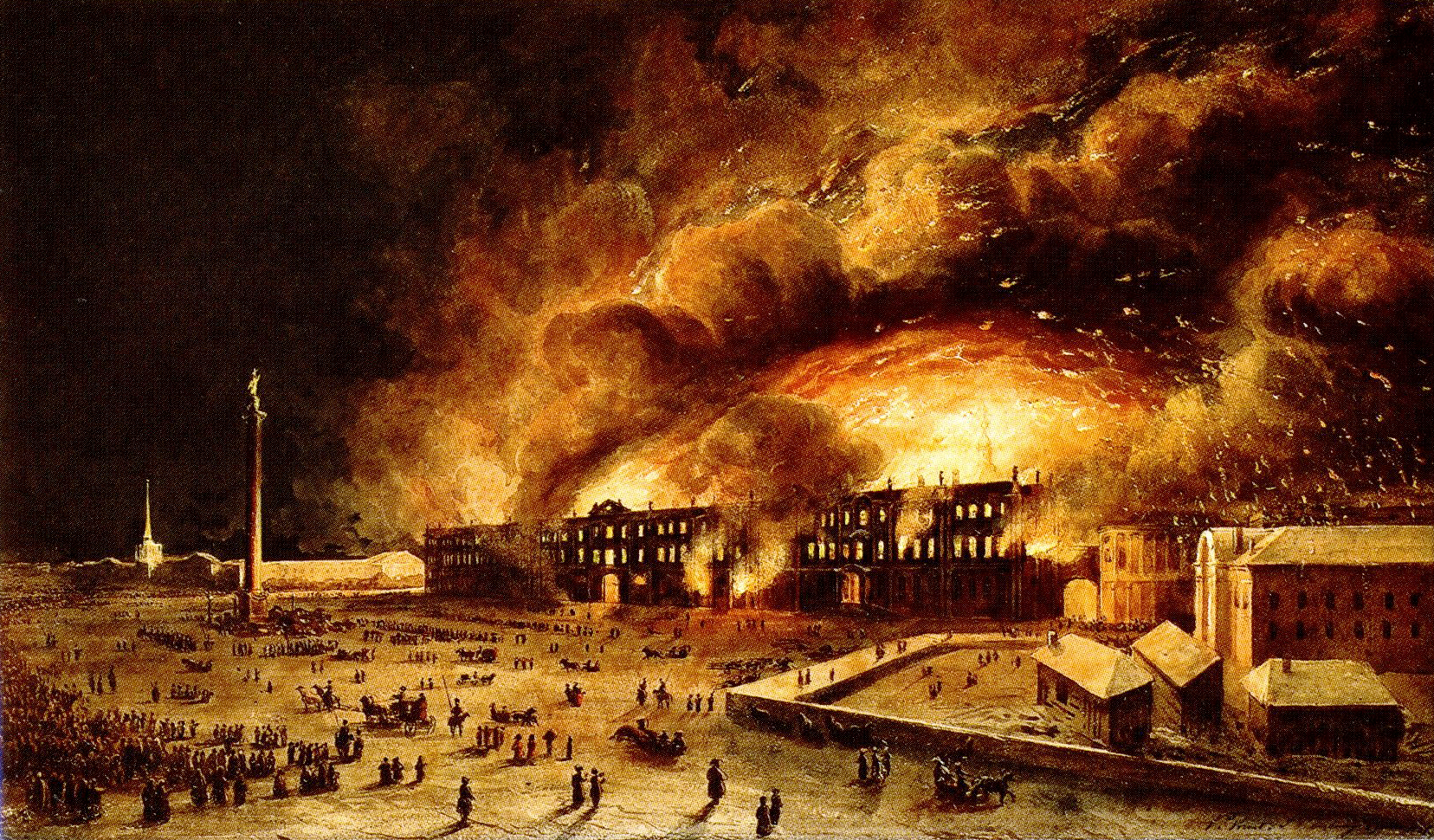
Клод Жозеф Верне. «Пожежа в Зимовому палаці 1837 року», 1838 р.

Живопис підтягся до зображення столичного міста лише наприкінці 18 ст. Іноді зображення Петербурга створювали і в середині століття. Але це були повторення композицій Михайла Махаєва невідомими майстрами (анонім,  «Літній палац Єлизавети Петрівни з боку саду», Держ. Російський музей, анонім, «Анічков палац», Третьяковська галерея ) Панорам, як в гравюрі початку 18 ст. нема, а є зображення окремих столичних споруд. Той же стан був і в зображеннях палацових передмість. Картина Івана Бельського подала вежу-руїну в Царськосільському парку лише як свідоцтво подібних павільйонів, поширених в вельможних картинних галереях з реальними чи фантазійними руїнами (І. Бельський, «Вежа-руїна та Орловська брама», 1788 р.).
Догми застарілого класицизму притаманні творам з зображенням куточків Петербургу у Семена Щедріна («Палац на Кам'яному острові», 1803 р.), Веньяміна Патерсена («Набережна Неви і Таврійський палац», 1804 р.), Верещагіна Петра Петровича («Літейний міст у Петербурзі», 1840-ві рр. Російський музей).  Примарну атмосферу осіннього, дощового чи туманного Петербургу вловили лише митці доби російського романтизму (Воробйов Максим Никифорович, «Єгипетські сфінкси біля Петербурзької Академії мистецтв», 1889 р.). До зображень російської столиці залучились і художники-іноземці, але вони або працюють тут по замовам вельмож чи царя, або фіксують виняткові події міста (Клод Жозеф Верне, «Пожежа в Зимовому палаці 1837 року», 1838 р.). Відсутність художнього темпераменту і жвавості в живопису Олексія Боголюбова дещо компенсував бадьорий і тонально розроблений живопис його колеги і послідовника Беггрова Олександра Карловича.
До зображень Петербургу звертались і представники іншої генерації художників, задіяні в інших жанрах,  але робили це нечасто (Суриков Василь Іванович, «Мідний вершник на Сенатській площі в Петербурзі»).
Одна із постійних тем живопису підрадянського періоду - краєвиди або окремі куточки чи споруди Ленінграда. Місто було позбавлене столичного статусу, але довго зберігало статус мистецького центру Росії та  СРСР, де працювала низка скульпторів, живописців і мозаїчистів, медальєрів, художників розпису порцеляни, крамістів тощо. В живопису йшли постійні пошуки в формі і в колориті, пошуки нової виразності, що приводило то до ретроспективізму (Яхнін Рудольф Мойсейович), то до пізнього імпресіонізму, авангардизму   та ін.  

## Джерела

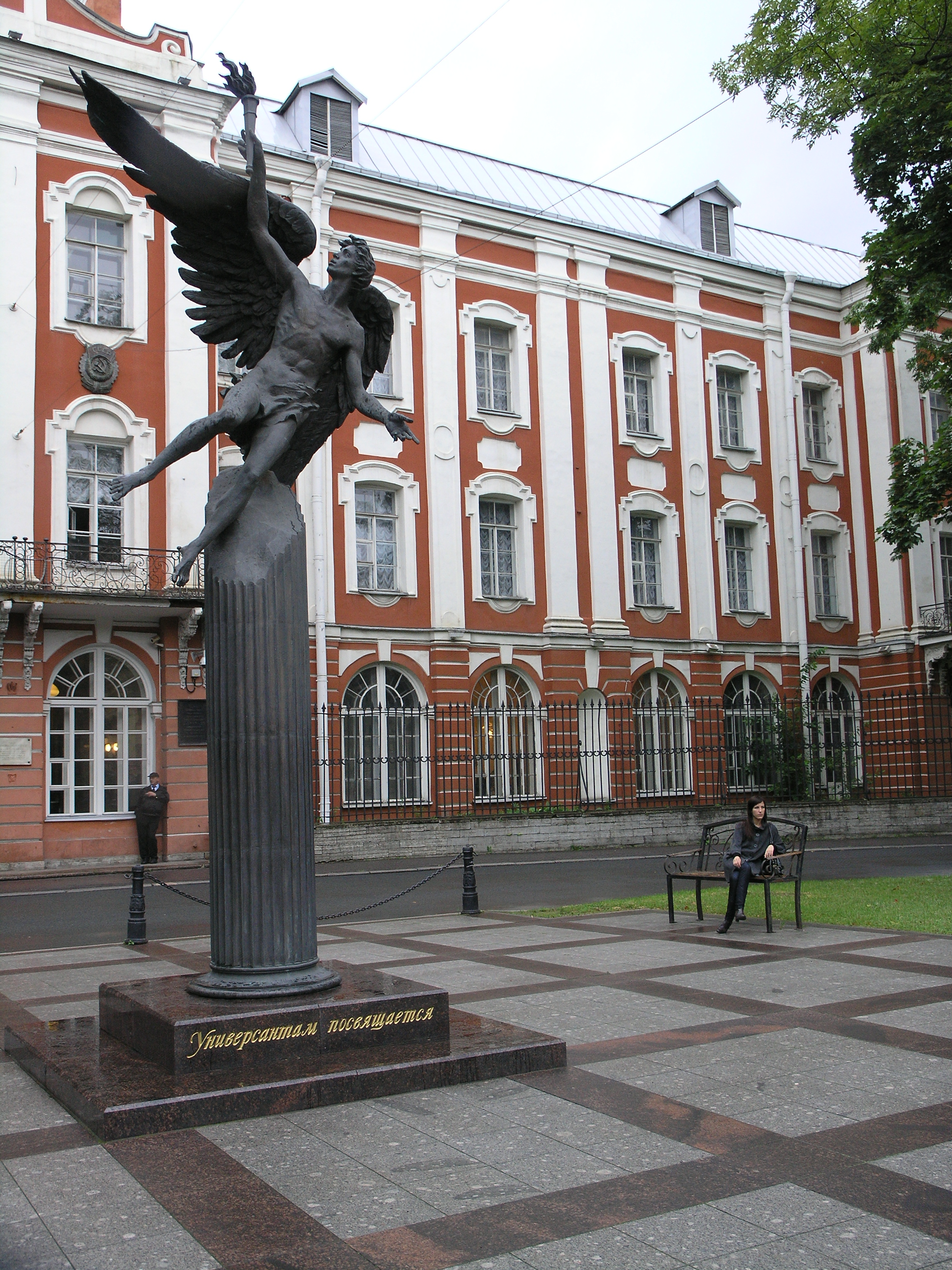
Ск. Белов М.В. та ін. «Монумент на честь студентства Петербурзького університету»